# Saber vivir
Saber vivir es un magacín sobre salud y calidad de vida emitido por La 1 de Televisión Española desde el 23 de septiembre de 2023, habiendo sido emitido en la misma cadena entre el 8 de enero de 1997 y el 27 de julio de 2018, y en La 2 entre el 3 de marzo de 2019 y el 17 de septiembre de 2023.

## Historia
Durante 21 años se emitió con público en directo de lunes a viernes, pasando a ser de emisión semanal desde 2019, en este caso, los domingos a las 12:00. En 2023 la emisión semanal pasó a los sábados a las 10:35.
En su primera temporada el programa estaba presentado por Manuel Torreiglesias, en colaboración con Teresa Viejo. Tras la marcha de ésta, Torreiglesias continuó como director y presentador en solitario hasta el 7 de mayo de 2009. La cadena le sustituyó a partir de esa fecha por el doctor Luis Gutiérrez. El director de Saber vivir es  desde entonces y hasta la actualidad, Alfonso García Gutiérrez.
El 21 de agosto de 2009, el programa desapareció como espacio independiente, y desde el 24 de agosto de 2009 se convierte en una sección del magacín matinal de la cadena, La mañana de La 1, entonces presentada por Mariló Montero.
En agosto de 2013 junto con el estreno de una nueva temporada de La mañana de La 1, TVE despidió a Luis Gutiérrez como presentador de Saber vivir, sustituyéndole el doctor Julio Zarco.
Desde septiembre de 2017 el espacio fue presentado por Macarena Berlín junto a los doctores Luis Benito y Ana Bellón, independizándose de La mañana y emitiéndose de lunes a viernes a las 12:00. 
En agosto de 2018 con la llegada de una nueva dirección a RTVE liderada por Rosa María Mateo como administradora provisional única de la Corporación, se anunció que el programa, al igual que la tertulia femenina Amigas y conocidas, dejaría de emitirse para ser sustituido por un debate político dirigido por Xabier Fortes. Desde ese momento el programa se reintegró como sección de nuevo en el matinal La mañana, entonces presentado por María Casado a la cual acompañaban en la sección un médico/a diferente según tema a tratar en el programa.
El 3 de marzo de 2019, el programa fue recuperado para los domingos de La 2 con Miriam Moreno como presentadora, manteniéndose hasta el 17 de septiembre de 2023 con algunas sustituciones puntuales de Marta Solano en 2021.
El sábado 23 de septiembre de 2023 el programa inicia su 26.ª temporada con una nueva etapa de nuevo en La 1, presentada por Paula Sainz-Pardo y Jerónimo Fernández.

## Formato y contenidos
Saber vivir es un espacio con voluntad de servicio público, cuyos contenidos se centran en todo lo relacionado con la salud y la calidad de vida, realizando una tarea divulgativa sobre enfermedades, información médica, nutrición, medicina natural, psicología, higiene personal, etc.
El programa se articula mediante las siguientes secciones y colaboradores fijos:
- La consulta y Buzón de dudas, espacios divulgativos donde se resuelven las consultas que realiza el público, contando como invitados con médicos especialistas (reumatólogos, ginecólogos, oncólogos, cardiólogos, dermatólogos, etc.) y la presencia diaria del médico de atención primaria, Luis Gutiérrez Serantes.
- Sano y barato, espacio dedicado a temas de nutrición, dietética, cocina y alimentación, a cargo de la profesora de nutrición María José Rosselló y el profesor de hostelería Sergio Fernández Luque.
- El termómetro de la vida, análisis de temas de actualidad de interés humano a cargo del periodista Fernando Ónega.

Además, el programa ha promovido varias campañas e iniciativas de interés social, entre ellas el plan Adelgaza por televisión.

## Audiencias
Desde sus inicios y durante sus diez primeros años en antena, el programa se mantuvo regularmente como líder de audiencia en su franja horaria. En este período fue uno de los programas más competitivos de la cadena, con más de medio millón de seguidores y una cuota de pantalla superior al 25%. A partir de la temporada 2006/07 el programa comenzó a descender progresivamente sus cifras, cayendo por debajo de los 500 000 espectadores y el 20% de share. Durante la temporada 2008/09 perdió el liderazgo de su franja, con una cuota del 14,7%.
El perfil medio de su espectador son mujeres, de 45 a 64 años, de clase baja y media baja y de poblaciones de más de 500 000 habitantes.

### Evolución de las audiencias
Audiencia media según las mediciones de Kantar Media en España:
| Temporada         | Espectadores |
| ----------------- | ------------ |
| 2000              | 529 000      |
| 2001              | 575 000      |
| 2002              | 512 000      |
| 2003              | 457 000      |
| 2004              | 562 000      |
| 2005              | 558 000      |
| 2006              | 561 000      |
| 2007              | 434 000      |
| 2008              | 413 000      |
| 2009 (hasta mayo) | 368 000      |

## Repercusión y productos derivados
A raíz del éxito del programa han aparecido en el mercado múltiples productos derivados.

### Revistas
TVE y RBA editan mensualmente la revista Saber vivir, con contenidos similares a los del programa.

### Libros
Guías prácticas de Saber vivir es una colección editada por Santillana sobre temas de salud y calidad y vida y cocina por Sergio Fernández.

### Productos de salud
El programa también ha comercializado varios productos relacionados con el cuidado de la salud, como el tensiómetro y el cuentapasos Saber vivir. 

### Club Gente saludable
Club creado el 20 de enero de 2005. En el año 2007 contaba con 140.000 socios, mayoritariamente mayores de 60 años.
En Club Gente saludable colaboraba el programa de televisión, Saber vivir presentado por Luis Gutiérrez Serantes que desde el mes de septiembre de 2009 era una sección dentro del programa La mañana de La 1 (en La 1 y TVE Internacional de lunes a viernes de 10:30 a 14:00) y el programa + vivir presentado por Manuel Torreiglesias (en Intereconomía TV y Intereconomía Radio de lunes a viernes de 18:00 a 19:00).
El encuentro digital con los médicos y especialistas del programa Saber vivir era de 16:00 a 17:30 el mismo día del programa, con los mismos médicos y especialistas del programa del día y tema tratado. 
El encuentro digital con los médicos y especialistas del programa + vivir era de 19:15 a 20:30 el mismo día del programa, con los mismos médicos y especialistas del programa del día y tema tratado.

### Otros programas similares
Tras su salida de TVE, en julio de 2009 ficha por Intereconomía para presentar el espacio de salud + vivir, programa similar a Saber vivir. El programa se emitió ininterrumpidamente hasta febrero de 2013, momento en que Torreiglesias rescindió el contrato con la cadena.

## Polémicas y críticas
El programa ha recibido críticas por la inserción excesiva de mensajes de carácter comercial y publicitario entre sus contenidos. El propio Torreiglesias llegó a afirmar:

He sido el primero en sufrir la presión comercial de la cadena. Yo mismo he protestado por el cúmulo de publicidad que sufría el programa, ya que cada 2,5 minutos de contenido, había uno de publicidad.

### La destitución de Manuel Torreiglesias
El 7 de mayo de 2009, Televisión Española anunció el despido fulminante de Manuel Torreiglesias, director y presentador de Saber vivir durante trece temporadas, "tras detectar que en el programa que ha venido dirigiendo se han incumplido algunas normas básicas de la cadena relativas a la inserción de espacios de publicidad". La cadena publicó un comunicado donde afirmaba: 

La emisión de contenidos comerciales requiere del cumplimiento de una serie de requisitos y autorizaciones previas del departamento que, en este caso, se han infringido en varias ocasiones, como se pone de manifiesto en la investigación interna y posterior análisis de los hechos realizado por el área jurídica de RTVE (...) La dirección no puede tolerar estas prácticas, prohibidas explícitamente en el contrato suscrito, por lo que éste debe ser rescindido.

Así mismo, la cadena anunció la continuidad en antena de Saber vivir con el mismo equipo y Luis Gutiérrez, colaborador del programa desde sus inicios y que había sido sustituto ocasional de Torreiglesias, fue elegido como nuevo presentador.
Un día después, el 8 de mayo, Manuel Torreiglesias dio una rueda de prensa, donde negó las razones esgrimidas por la cadena para su despido:

No he recibido ni un euro, prebenda o viaje al margen de mi contrato. Y pongo de testigo a todos los anunciantes de España (...) Todos los micro espacios de publicidad estaban firmados, supervisados y autorizados por la dirección comercial de la cadena.

### Falta de rigor científico y promoción de pseudociencias
El programa ha sido acusado en numerosas ocasiones por su falta de rigor científico y por promover las pseudociencias. En el programa se han recomendado dietas sin base científica, remedios sin eficacia demostrada y se han promovido prácticas pseudocientíficas como la biorresonancia.